# Tylomantis fuliginosa
Tylomantis fuliginosa är en bönsyrseart som beskrevs av John Obadiah Westwood 1889. Tylomantis fuliginosa ingår i släktet Tylomantis och familjen Iridopterygidae. Inga underarter finns listade i Catalogue of Life.